# Царинарница (Земун)
Зграда царинарнице у Земуну се налази се у улици Змај Јовина бр. 26, има статус споменика културе.

## Историјат и изглед зграде
На месту старије зграде у којој су се обављали царински поступци, подигнута је 1781. зграда царинарнице. Зграда је једноспратна а намена је била двострука – у приземљу царински магацин, а на спрату канцеларије и станови царинских чиновника. Зграда је зидана кречним малтером са пуним зидовима премошћеним сводовима у приземљу и архитравним гредама на спрату. Компонована је као самостални објекат издужене основе са два крила избачена у двориште и главном фасадом према Змај Јовиној улици. Обликована је у духу класицизма са наглашеним троугластим забатом изнад главног улаза. Конструктивни систем показује одлике барока. Унутрашњи распоред је једноставан и логичан – уз подужни ходник ређају се просторије. Царинарница је била једно од највећих здања старог језгра Земуна уз које су били саграђени магацини соларе. Представља један од најзначајнијих објеката привредног развоја Земуна.
Данас се зграда Царинарнице користи за становање, а у једном делу је угоститељска радња. У јако лошем је стању оронуле фасада, пропалог крова и неопходне су хитне мере за санацију и заштиту овог објекта.

## Галерија
- Изглед из Змај Јовине улице
- Главни улаз
- Улазни ходник